# 529
529 је била проста година.

## Догађаји
- Википедија:Непознат датум — Декретом цара Јустинијана затворене све паганске и филозофске школе у Атини. Та формална забрана представља симоблички крај читавог античког периода европске цивилизације.
- Самарићани се буне и бивају поражени; црква Христовог рођења је спаљена у време Самарићанског устанка.
- Краљица Амаласунта прима делегацију коју је послао савет готских племића тражећи да њен син Аталарик, сада 13 година, добије образовање у римској традицији — не од старијих учитеља, већ од мушкараца који ће га научити да „јаше, брани се и да буде ојачан, а не да буде претворен у писца књига“.
- Ел Харит ибн Џабала постаје пети краљ Гасанида. Он помаже Византинцима да угуше Самарићанску побуну широких размера.
- 25. фебруар – Кан Џој Читам постаје нови владар мајанског града-државе Паленке, што је сада држава Чијапас у јужном Мексику, чиме је окончано међукраљевство од нешто више од четири године, и владао је до своје смрти 565. године.
- Рудраварман добија инвеституру од Кине, као првог краља четврте династије Чампе (савремени Вијетнам).
- Академија, коју је првобитно основао Платон у Атини око 387. пне, затвара се по налогу цара Јустинијана I, под оптужбом за антихришћанске активности. Многи професори школе емигрирају у Персију и Сирију.
- Бенедиктински ред оснива у Монте Касину код Напуља Бенедикт Нурсијски, који оснива манастир и формулише за своје монахе строга правила.
- Успостављени су канони Сабора у Оранжу, који одобравају Августинову доктрину греха и благодати над пелагијанизмом и полупелагијанизмом, али без Августинове апсолутне предодређености.

## Смрти
- Теодосије Антиохијски